# 太仓市规划展示馆
太仓市规划展示馆（英語：Planning Exhibition Hall of Taicang）是一个位于江苏太仓市的规划展示馆。

## 历史
2016年5月4日建成开馆，位于江苏太仓市科教新城文治路8号，紧邻天镜湖，占地面积20,186平方米，总建筑面积18,749平方米，共有19个展厅，展区面积6,500平方米。总共三层，其中第三层是太仓民防科普教育馆。

## 营业时间
- 周一至周六：上午九点至下午五点（夏令时）
- 周一至周六：上午九点至下午四点半（冬令时）
- 周日闭馆